# Осветеност
Осветеност е физична величина, характеризираща отношението между светлинния поток, падащ върху дадена повърхнина, и площта на тази повърхнина. Единицата за осветеност в SI е лукс, означава се с lx (1 лукс = 1 лумен на квадратен метър). Количеството светлина, отразено от повърхността, се нарича яркост.
Осветеността {\displaystyle E\!} се намира по формулата:
{\displaystyle E={I \over r^{2}}\cos i}
където {\displaystyle I\!} — силата на светлината в кандели; {\displaystyle r\!} — разстоянието до източника; {\displaystyle i\!} – ъгълът на падане на светлината спрямо нормалата.
Инструментът, с който се измерва осветеност, се нарича „луксметър“, но се среща и терминът „луксомер“. Използват се също понятията „светломер“ (най-често във фотографията) или описателно „уред за измерване на осветеността“.